# Пол, Лина
Лина Пол (англ. Lena Paul; род. 12 октября 1993 года, Джорджия, США) — американская порноактриса и режиссёр.

## Карьера
Выросла в штате Джорджия. После окончания средней школы первый год обучалась в колледже при Луисвиллском университете в Кентукки, а закончила обучение в колледже во Флориде. Работала в стартапе, который занимался сельским хозяйством в Центральной Америке. В гостиничном номере в Гватемале начала сниматься на веб-камеру. Именно там с ней связался первый агент.
Начала карьеру в порноиндустрии в июне 2016 года в возрасте 22 лет. Первые три сцены были для студии Reality Kings. В 2017 году впервые исполнила анальный секс в фильме The Art of Anal Sex 5 студии Tushy. А в фильме DP Me 6 студии Hard X впервые снялась в сцене двойного проникновения.
Свой сценический псевдоним взяла в честь Лины Хорн. Перед началом карьеры придумала себе псевдоним Лина Пич (англ. Lena Peach), но её первый агент предложил ей сменить вторую часть псевдонима.
В конце января 2018 года стала победительницей премии AVN Awards в категории «Награда поклонников: самый горячий новичок». В конце июня того же года, вместе с Уитни Райт, стала обладательницей премии XRCO Award в категории «Новая старлетка года». За сцену в фильме Drive производства студии Deeper Лина становится в январе 2020 года одной из лауреатов премии AVN Awards в категории «Лучшая сцена группового секса».
В ноябре 2018 года стала девушкой месяца лесбийского порносайта Girlsway.
В январе 2020 года появилась в документальном фильме Bring Back the Bush: Where Did Our Pubic Hair Go? британского телеканала Channel 4.
По данным на февраль 2020 года, снялась в более чем 350 порнофильмах и сценах.
С 2015 года замужем за порноактёром Натаном Рэдом (англ. Nathan Red). Бисексуалка.

## Награды и номинации
| Список наград и номинаций | Список наград и номинаций  | Список наград и номинаций | Список наград и номинаций | Список наград и номинаций                   |
| Год                       | Награда                    | Результат                 | Категория | Фильм                                       |
| ------------------------- | -------------------------- | ------------------------- | --- | ------------------------------------------- |
| 2017                      | DVDerotik Award            | Победа                    | Лучшая новая старлетка | н/д                                         |
| 2017                      | NightMoves Award           | Номинация                 | Лучшая новая старлетка | н/д                                         |
| 2017                      | NightMoves Award           | Номинация                 | Лучшее тело | н/д                                         |
| 2018                      | AVN Award                  | Номинация                 | Лучшая лесбийская групповая сцена (вместе с Жасмин Джей и Эшли Адамс) | Women Seeking Women 140                     |
| 2018                      | AVN Award                  | Номинация                 | Лучшая новая старлетка | н/д                                         |
| 2018                      | AVN Award                  | Победа                    | Награда поклонников: самый горячий новичок | н/д                                         |
| 2018                      | Fleshbot Award             | Номинация                 | Лучшая новая старлетка | н/д                                         |
| 2018                      | NightMoves Award           | Номинация                 | Лучшие сиськи | н/д                                         |
| 2018                      | NightMoves Award           | Номинация                 | Наиболее недооценённая исполнительница | н/д                                         |
| 2018                      | Pornhub Award              | Победа                    | Лучшая грудь — лучшая исполнительница с большими сиськами | н/д                                         |
| 2018                      | Spank Bank Award           | Победа                    | Самая объемная Мегера | н/д                                         |
| 2018                      | Spank Bank Technical Award | Победа                    | Самый милый самопровозглашенный Твиттер-тролль | н/д                                         |
| 2018                      | XBIZ Award                 | Номинация                 | Лучшая новая старлетка | н/д                                         |
| 2018                      | XBIZ Award                 | Номинация                 | Лучшая роль без секса | Justice League XXX: An Axel Braun Parody    |
| 2018                      | XBIZ Award                 | Номинация                 | Лучшая сцена секса — только девушки (вместе с Пристин Эдж) | Please Make Me Lesbian 15                   |
| 2018                      | XBIZ Award                 | Номинация                 | Лучшая сцена секса — только секс (вместе с Райаном Мэдисоном) | Curve Appeal                                |
| 2018                      | XCritic Award              | Номинация                 | Королева социальных медиа | н/д                                         |
| 2018                      | XCritic Award              | Номинация                 | Лучшая исполнительница | н/д                                         |
| 2018                      | XRCO Award                 | Победа                    | Новая старлетка года (вместе с Уитни Райт) | н/д                                         |
| 2019                      | AVN Award                  | Номинация                 | Лучшая сцена группового секса (вместе с Брэдом Ньюменом, Джоном Стронгом, Миком Блу, Мистером Питом и Рамоном Номаром)                                                     | Lena Paul 1st Gangbang                      |
| 2019                      | AVN Award                  | Номинация                 | Лучшая сцена группового секса (вместе с Джиной Валентиной, Ксандером Корвусом и Эбигейл Мэк)                                                                               | Xander’s World Tour                         |
| 2019                      | AVN Award                  | Номинация                 | Лучшая сцена триолизма (П/П/Д) (вместе с Джоссом Лескафом и Нэтом Тёрнхером)                                                                                               | Blacked Raw V6                              |
| 2019                      | Fleshbot Award             | Номинация                 | Исполнительница года | н/д                                         |
| 2019                      | Fleshbot Award             | Номинация                 | Лучшая персона в социальных медиа | н/д                                         |
| 2019                      | Fleshbot Award             | Номинация                 | Лучшая сцена группового секса (вместе с Джиной Валентиной, Ксандером Корвусом и Эбигейл Мэк)                                                                               | Xander’s World Tour                         |
| 2019                      | Fleshbot Award             | Номинация                 | Лучшие сиськи | н/д                                         |
| 2019                      | Inked Award                | Номинация                 | Лучшая лесбийская сцена (вместе с Айви Лебелль) | Lesbian Anal Asses 2                        |
| 2019                      | NightMoves Award           | Номинация                 | Лучшая исполнительница | н/д                                         |
| 2019                      | NightMoves Award           | Номинация                 | Лучшие сиськи | н/д                                         |
| 2019                      | Spank Bank Award           | Победа                    | Суперзвезда года, запеченная на вертеле | н/д                                         |
| 2019                      | Spank Bank Technical Award | Победа                    | Наиболее исторически точный Тот | н/д                                         |
| 2019                      | XCritic Award              | Номинация                 | Лучшая лесбийская сцена (вместе с Кэссиди Бэнкс) | Confessions of a Sinful Nun 2               |
| 2019                      | XRCO Award                 | Номинация                 | Исполнительница года | н/д                                         |
| 2019                      | XRCO Award                 | Номинация                 | Супершлюха года | н/д                                         |
| 2020                      | AVN Award                  | Номинация                 | Лучшая гэнгбэнг-сцена (вместе с Айзеей Максвеллом, Джейсоном Брауном, Джейсоном Лавом, Джексом Слейхером, Дирком Хьюджем, Луи Смоллсом, Севьяном Харденом и Слимом Поуком) | Anything for Daddy (из Interracial Icon 10) |
| 2020                      | AVN Award                  | Победа                    | Лучшая сцена группового секса (вместе с Алиной Лопес, Анджелой Уайт, Мануэлем Феррарой и Отем Фоллс)                                                                       | Drive                                       |
| 2020                      | Fleshbot Award             | Номинация                 | Лучшая премиум-социальная медиазвезда | н/д                                         |
| 2020                      | Pornhub Award              | Номинация                 | Все одновременно — лучшая исполнительница двойного проникновения | н/д                                         |
| 2020                      | Spank Bank Technical Award | Победа                    | Скорее всего, оставит горничной большие чаевые после сквиртинга | н/д                                         |
| 2020                      | XBIZ Award                 | Номинация                 | Лучшая сцена секса — полнометражный фильм (вместе с Анджелой Уайт, Джоанной Энджел, Мануэлем Феррарой и Отем Фоллс)                                                        | Drive                                       |
| 2020                      | XBIZ Award                 | Номинация                 | Лучшая сцена секса — полнометражный фильм (вместе с Ксандером Корвусом) | Welcome to the Grind Bar                    |
| 2020                      | XRCO Award                 | Номинация                 | Потрясающая аналистка года | н/д                                         |
| 2021                      | AVN Award                  | Номинация                 | Лучшая режиссёрская работа — драма | Out With a Bang                             |
| 2021                      | XBIZ Award                 | Номинация                 | Лучшая сцена секса — виньетка (вместе с Джей Тейлор и Дэнни Маунтином) | His Mistress                                |
| 2021                      | XBIZ Award                 | Номинация                 | Лучшая сцена секса — гонзо (вместе со Стирлингом Купером) | Anal Car Wash Girls                         |
| 2022                      | AVN Award                  | Номинация                 | Лучшая роль без секса | Muse Season 2                               |
| 2022                      | AVN Award                  | Номинация                 | Лучшая сцена секса вчетвером/оргии (вместе с Алексом Джонсом, Коди Стилом и Эбигейл Мэк)                                                                                   | Sleepless Nights — Scene 3                  |
| 2022                      | Fleshbot Award             | Номинация                 | Лучшая лесбийская сцена (вместе с Бритни Эмбер и Джианной Диор) | Climax 2 — Scene 3                          |
| 2022                      | Pornhub Award              | Номинация                 | Лучшая лесбийская исполнительница | н/д                                         |
| 2022                      | XBIZ Award                 | Номинация                 | Лучшая сцена секса — виньетка (вместе с Сири Даль и Троем Франсиско) | Third Wheel                                 |
| 2022                      | XBIZ Award                 | Номинация                 | Лучшее актёрское исполнение — второй план | Muse 2                                      |
| 2023                      | Pornhub Award              | Номинация                 | Лучшая лесбийская исполнительница | н/д                                         |
| 2023                      | Pornhub Award              | Победа                    | Любимая коллаборация (награда поклонников) (вместе с Анджелой Уайт и Джонни Синсом)                                                                                        | н/д                                         |
| 2024                      | AVN Award                  | Номинация                 | Лучшая командная сцена (вместе с Данте Колле и Сетом Гэмблом) | Sire (из Up to and Including Her Limits 3)  |
| 2024                      | Pornhub Award              | Номинация                 | Самая популярная исполнительница | н/д                                         |
| 2024                      | Pornhub Award              | Номинация                 | Самая популярная исполнительница по версии женщин | н/д                                         |

## Избранная фильмография
- 2016 — A Soft Touch 3
- 2016 — Net Skirts 16
- 2016 — Tits and Oil 2
- 2017 — Breast Worship 5
- 2017 — Dirty Blondes
- 2017 — Interracial Teens 4
- 2017 — Lesbian Schoolgirls
- 2017 — Magnificent Melons 3
- 2017 — Open My Ass 2
- 2017 — Stacked 6